# Fanny Mills
Fanny Mills, znana również jako The Big Foot Girl (kobieta o wielkich stopach) z Ohio (ur. 30 sierpnia 1860 w Sussex, zm. w październiku 1899 w Ohio) – amerykańska artystka cyrkowa, która cierpiała na chorobę zwaną chorobą Milroya, powodującą puchnięcie nóg, czyniąc je gigantycznymi.

## Życiorys
Mills urodziła się w Anglii w 1860, ale wraz z rodziną wyemigrowała do Stanów Zjednoczonych.
Cierpiała na rzadką chorobę Milroya, co oznaczało, że jej stopy urosły do niewyobrażalnych rozmiarów. Miały bowiem prawie 50 cm długości i 18 cm szerokości, przez co kobieta stała się obiektem żartów i kpin ze strony społeczeństwa. Mills nosiła specjalnie uszyte buty, do wykonania których użyto trzech kozich skór. Skarpetki wykonano zaś z poszewek na poduszki. Jej palce u stóp nie posiadały paznokci, chociaż miejsca, w których powinny być, były jasno określone.

## Kariera
W 1885 Mills dołączyła do objazdowego „freak show” i występowała przed publicznością jako „Kobieta z Ohio o wielkich stopach”, dzięki temu zarabiała pokaźne jak na tamte czasy pieniądze. W pracy towarzyszyła jej pielęgniarka, Mary Brown, która pomagała jej chodzić.

## Życie prywatne
W 1886 wyszła za mąż za Williama Browna, brata jej najbliższej przyjaciółki i jej osobistej pielęgniarki, Mary. W 1887 Mills urodziła martwe dziecko, a jej zdrowie zaczęło podupadać. W 1892 została zmuszona do przejścia na emeryturę z powodu pogarszającego się stanu zdrowia.

## Śmierć
Zmarła w 1899, w wieku zaledwie 39 lat. Została pochowana na cmentarzu w Oakland.